# Real tennis

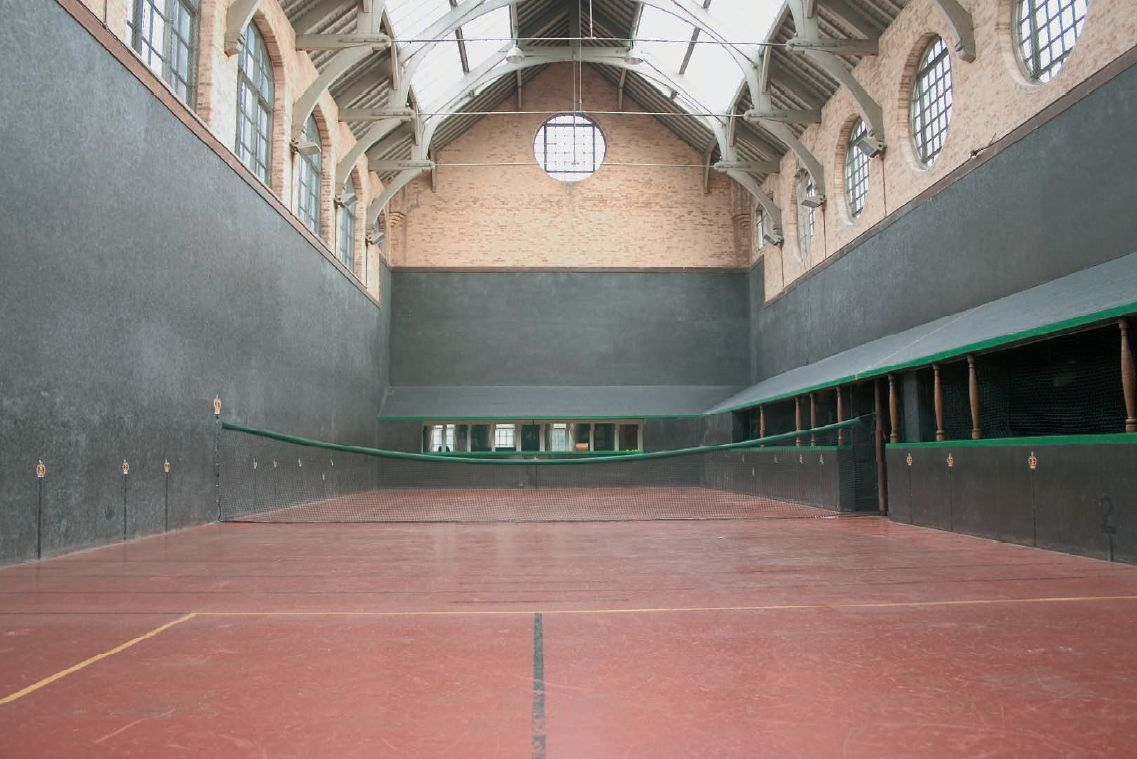
Bollhus avsett för real tennis (jeu de paume) sett från servemottagarens sida. Observera de sluttande "penthousetaken" och gallerierna (öppningarna) i kortändan och utefter den ena långsidan

Real tennis (i USA court tennis, i Frankrike fortfarande jeu de paume, i Australien royal tennis, före cirka 1900 i engelsktalande länder mer bekant som enbart tennis) är en ursprungligen europeisk racketsport som sedan 1500-talet spelats inomhus i särskilda bollhus. I den ursprungliga formen av spelet, som anses ha uppstått i europeiska kloster under 1100-talet,  användes enbart händerna för att slå till bollen (handflatespel, direkt översatt från franskans jeu de paume), men från 1500-talet dominerar bruket av racketar. Under det århundradet fick spelet sin nuvarande utformning och regler.   
Real tennis är den direkta förebilden till det moderna tennisspelet eller lawn tennis, och har också påverkat utvecklingen av andra racketsporter som till exempel squash, och varianter av pelota. Det är besläktat med andra bollspel som exempelvis utomhusspelet palla eh som spelas i Toscana i Italien. Beteckningen real tennis är sannolikt en så kallad retronym för att skilja spelet från det moderna tennisspelet, även om beteckningen är känd och ibland använd också före introduktionen av detta på 1870-talet. Det franska begreppet jeu de paume används i flera Wikipediaupplagor synonymt med engelskans real tennis.   
Ursprunget till ordet tennis är höljt i dunkel och olika teorier existerar. Bland dessa märks överföring från franskans tenez, som under medeltid och framåt varit servarens varning till motståndaren att han nu sätter bollen i spel. Tennis har också enligt Nordisk familjebok från 1892 hänförts till fornengelskan i betydelsen "driva fram och tillbaka". Ordet har också kopplats till den fornegyptiska hamnstaden Tennis (Tinnis), känd för sin tillverkning av textilier som bland annat användes vid tillverkningen av bollar på 1000- och 1100-talen. Ordet tennis användes för spelet första gången i litteratur under trettonhundratalet.

## Spelet
Real tennis har många likheter med lawn tennis. I båda sporterna försöker man slå bollen över ett nät som skiljer banhalvorna åt så att motståndaren inte kan returnera bollen. Poängräkningen är i stort sett identisk mellan de båda spelen, med poängen 15, 30, 40 och game för fyra vunna bollar. Ett set vinns dock i real tennis av den spelare som först vunnit sex eller åtta game (det senare gäller ofta vid tresetsmatcher) oavsett antalet games ledning. Real tennis har speciella regler för serve och ett system för omspel av bollar som studsat två gånger på planhalvan, så kallad chase. På samma sätt som i squash är det tillåtet att använda bollhusets väggar upp till en viss höjd över golvet, för att ändra bollens riktning, och på så sätt försvåra för motståndaren. 

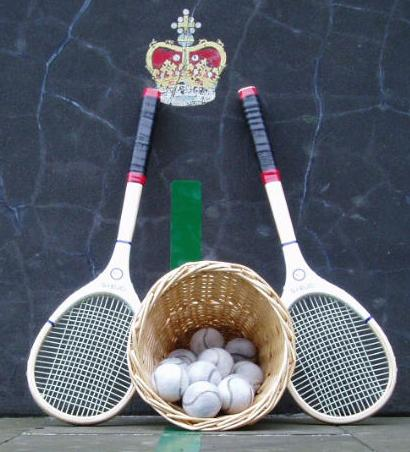
Träracketar och bollar avsedda för real tennis (jeu de paume).

Spelplanen består av en hög byggnad med fyra väggar och tak och har i stort sett byggts likadant sedan 1500-talet. Innerdimensionerna kan variera något men är ungefär 33,5 x 12 meter. En av sidoväggarna och båda kortväggarna har längsgående utbyggnader med inåt banan fallande tak (penthouses). Ett utskjutande område på den ena långsidan nere vid hörnet kallas tamburen. Banan är således asymmetrisk. Själva spelgolvet har oftast dimensionerna 29,3 x 9,8 meter, det vill säga något större än en lawn tennis-bana. Banhalvorna åtskiljs av ett nät som är 0,915 meter högt på mitten och ca 1,5 meter (fem fot) vid väggarna. Serven spelas bara från den kortända (kallad dedans) som är motsatt tamburändan (kallad hasardändan). Serven slås åt vänster och bollen måste träffa långsidans penthustak minst en gång, och därefter studsa i en definierad serveruta i tamburänden, för att bli godkänd. Servereturen får dock spelas som ett volleyslag före studs. Vid spel kan eventuell träff i tamburväggen få bollen att ändra riktning i rät vinkel. Under penthustaken finns olika nät- eller gallerförsedda fönsteröppningar, gallerier, som är störst på långsidan och bakom servaren. Genom sidogallerierna och dedans-galleriet kan publiken bevittna spelet. I anslutning till tamburen finns ett mindre galleri, grille, på kortsidan. Gallerierna kan träffas varvid bollen "dör". Detta innebär att servaren eller mottagaren som slagit bollen vinner poängen.
Om en boll studsar två gånger på en sida ges spelaren senare, efter byte av sida och serve, en andra chans att vinna bollen. Detta kallas att en chase har lagts, vilket också kan utnyttjas som speltaktik. En chase bestäms som den nivå på banan där bollen studsat den andra gången, och definieras av en serie markerade linjer på golvet. En chase kan sedan vinnas genom att slå en otagbar serve eller retur, genom att träffa ett galleri eller genom att slå en boll som en andra gång studsar närmare kortväggen än aktuell chase. Misslyckas något av detta har spelaren förlorat sin chase. Vid chase-spel, framför allt när det är fråga om andra studs, avgör därför motståndaren om han behöver spela bollen eller inte för att vinna poängen.
Till skillnad från modern tennis använder man än i dag racketar av trä vid spelet. Racketarna är något asymmetriska för att underlätta spel av bollar som hamnat nära hörnen. Rackethuvudet är litet, vilket i kombination med den ofta oförutsägbara bollriktningen, gör det mycket svårt att träffa bollen med ett rent slag. De tygförsedda tennisbollarna har numera en kärna av finfördelad kork. De görs fortfarande för hand och är tyngre (71-78 gram) än vanliga tennisbollar. De studsar också betydligt lägre än sådana, vilket medför att spelarna ofta måste möta bollen nära golvet.
Skurna (underskruvade) slag föredras genomgående, medan hårda topspinslag, som är vanliga i lawn tennis, snarare ger motståndaren stora fördelar, eftersom bollen då studsar högt. Spelets svårighetsgrad premierar spelare med stor taktisk förmåga och ofta mångårig erfarenhet av spelet. Placering av bollen är en nyckel till framgång, vid singelspel försöker spelaren i första hand slå låga bollar mot motståndarens backhandsida eller mot hörnen. Vid väl avvägda slag mot hörnen tenderar bollen att efter väggkontakt studsa endast litet eller inte alls. Därför är hörnslag särskilt svåra att returnera. På elitnivå är spelet mycket snabbt med bollhastigheter på upp till 225 km/timme. Spel mot väggarna och penthustaken utnyttjas flitigt, vilket gör att spelet till sin karaktär påminner om squash. Vid dubbelspel står spelarna som regel placerade i hörnen, varför bollarna oftare spelas i mitten av banan eller direkt i något av gallerierna. Vid dubbelspel står en av de servemottagande spelarna ofta placerad i serverutan, varifrån bollar som ändrat riktning vid slag i tamburväggen lättare kan returneras.

## Spelets historia
Spelets tidigaste historia är inte helt känd. Man har dock indikationer på att spelet uppstod på kloster för munkar i Frankrike och Italien redan under slutet av 1000-talet, och spelades i varje fall från 1100-talet. Munkarna spelade på klostergården och spände upp ett rep som avskiljde planhalvorna. Varje kloster utvecklade egna regler, men allteftersom, i samband med träffar mellan de olika klostren, började man ensa reglerna. Spelet blev mycket snabbt populärt bland munkarna, varför ärkebiskopen av Rouen 1245 kände sig föranlåten att förbjuda spelet på klostren. Spelet hade då redan spritts, inte minst till de kungliga slotten, där man från 1300-talet spelade såväl utom-som inomhus. Det tidiga spelet inomhus utvecklades under beteckningen jeu de courte paume till jeu de paume (real tennis) som vi känner det från och med 1500-talet. Utomhusspelet, som spelades på banor av varierande längder, ofta av stadsborna på städernas gator, kallades jeu de lounge paume. I flera städer infördes restriktioner var jeu de lounge paume fick spelas eftersom det medförde störande oväsen och kunde dessutom vara farligt. Tanken har framförts att inomhusbanans utformning har sitt ursprung i de olika stadsgatornas oregelbundna arkitektur. De fallande penthousetaken motsvarar i så fall snedtaken på små affärslokaler utefter gatorna. 

Eden i Bollhuset under Franska revolutionen 1789. Notera till vänster de sneda penthousetaken och till höger den utskjutande tamburen.

Från början spelades tennis med bara händerna (handflatespel, på franska jeu de paume) och med lätta tygförsedda bollar som i kärnan bestod av tagel eller annat hår. Senare lindade man senor runt handen till ett nätverk mellan fingrarna, för att så småningom övergå till bruk av handskar. Under 1300-talet började man använda primitiva racketar, från början kortskaftade solida slagträn (på franska battoirs), senare med formad slagyta klädd med pergament eller liknande. Under 1300- och 1400-talen spelade man fortfarande huvudsakligen med handskförsedda händer, men det finns belägg för matcher där den ena spelaren använde en racket och den andra handskar. Under 1500-talet blev bruket av racketar vanligare, man försåg då träracketarna med diagonalt korsade strängar av olika material som till exempel fårtarmar. Ännu under 1500-talet ansågs dock i vissa kretsar att det var mer elegant att spela tennis med enbart händerna. Trots detta utvecklades redskapen att slå till bollen snabbt och fick från 1500-talets sista årtionden form och strängning nära dagens racketar för real tennis. Begreppet jeu de paume bibehölls ändå och används fortfarande i Frankrike. 
En av de första kända professionella idrottsmännen i historien var en fransyska vid namn Margot de Hainault som 1427 kom till Paris och spelade jeu de paume på en bollhusbana. Enligt en anonym krönikör i Journal d'un Bourgeois de Paris, 1405-1449 spelade Margot, som var mellan 28 och 30 år gammal, med både handflatan och handryggen. Hon var mycket skicklig, bättre än många manliga spelare, och besegrade de flesta av sina motståndare. Endast de allra bästa männen kunde besegra henne. Hon drog mycket publik till sina matcher, som ofta var föremål för omfattande vadslagning.
Reglerna och utformningen av själva spelplanen är i stort sett oförändrade sedan 1500-talet. Den äldsta banan för spelet som fortfarande används är Royal Tennis Court vid Hampton Court Palace, Richmond, London. Den byggdes 1526-1529. Spelet förblev länge en sport för kungar och överklassens representanter framförallt i Frankrike, England (spelet kallades där tennis, senare real tennis) och Italien. De engelska kungarna Henrik VII och Henrik VIII var mycket förtjusta i spelet. Den sistnämnde sägs också vara den som introducerade serven som den spelas i dag. Sin höjdpunkt nådde spelet under 1500- och 1600-talen. I Paris fanns under 1600-talet ca 1800 bollhus avsedda för jeu de paume med spelare också från andra samhällsklasser. I Sverige lät Erik XIV i Stockholm uppföra det första bollhuset i landet, sannolikt avsett bland annat för tennisspel (jeu de paume). Under 1600-talet uppfördes för hovets räkning två bollhus (Stora Bollhuset och Lilla Bollhuset) i Stockholm, men spelandet i Sverige upphörde under tidigt 1700-tal. Shakespeare omnämner tennisspelet i sitt skådespel Henry V, och i ett annat (Mycket väsen för ingenting) bruket av människohår som fyllning i tennisbollar.
Som ett spel som huvudsakligen förknippades med överklassen, hamnade spelet under olika orosperioder i Europa i vanrykte. Som en symbolisk handling svor revolutionsföreträdare i Frankrike den 20 juni 1789 den så kallade "Eden i Bollhuset", i bollhuset i Versailles. Från den dagen spelades inte jeu de paume mer i Frankrike förrän cirka 50 år senare, då en återhämtning skedde. Flera bollhus byggdes, av vilka några används än i dag, men spelet behöll mycket av sin överklasskaraktär. Återhämtningen blev kortvarig, det nyuppfunna engelska spelet "lawn tennis" (från 1874) kom mycket snart att överflygla jeu de paume/real tennis. Lawn tennis hade många fördelar, det var från början avsett att vara ett billigt utomhusspel för alla, spelplanen var enklare och spelet mer lättillgängligt.

## Real tennis i dag

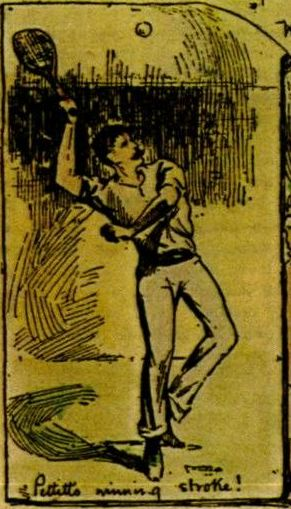
Tom Pettitt

Spelet förde en tynande tillvaro i skuggan av lawn tennis under största delen av förra seklet. Möjligen kan man runt 2000 skönja en viss uppgång för spelet igen. I England finns i dag (2005) 29 banor, i Australien 6, i Frankrike 3 och USA ca 10. I Ryssland planerar man att återöppna en bana i St Petersburg. Runt om i världen, dock inte i Sverige,  finns i dag några få tusen spelare. Cirka tjugofem spelare i världen är professionella. Mycket av spelets framtid hänger på dessa och deras funktion som tränare. 
Real tennis är organiserad i ett flertal klubbar i sex länder (Australien, Frankrike, Irland, Nederländerna, England och USA). Internationellt samordnas turneringar sedan 2002 av International Real Tennis Professionals Association. Föreningen har som huvuduppgifter att öka intresset för real tennis, öka prissummor och antalet turneringar. 
Vart annat år hålls turneringar för att kora världsmästare i herr- och damklasser i singel (i herrsingel sedan 1740) och dubbel (sedan 1985). Turneringarna spelas på olika banor runt om i världen. Den förste världsmästaren i tennis var Clergé de Elder. Känd är den brittiske spelaren Thomas Pettitt som var världsmästare under 1880-talet. Den som längst innehaft världsmästartiteln är den franske spelaren Pierre Etchebaster, världsmästare 1928-54, det vill säga under hela 26 år. "Regerande" mästare i herrsingel är sedan 1994 Robert Fahey, Australien. Regerande kvinnliga världsmästare är (2005) Charlotte Cornwallis.
Bland återkommande turneringar märks också de fyra så kallade Grand Slam-turneringarna (uppkallade efter Grand Slam-turneringarna i tennis) som spelas årligen sedan 1990. Liksom i tennis utgörs de av Australian Open,  British Open, French Open och US Open, den senare har spelats sedan 1919. Två spelare har upprepat vunnit en äkta Grand Slam i Real tennis, det vill säga vunnit alla fyra GS-titlarna under en och samma spelsäsong. Fahey har gjort det tre gånger och Cornwallis två gånger.